# Jean-Bernard Vuillème
Jean-Bernard Vuillème (* 3. Oktober 1950 in Neuenburg) ist ein Schweizer Schriftsteller und Journalist.

## Leben
Jean-Bernard Vuillème wuchs in La Chaux-de-Fonds auf. Nach der Ausbildung zum Journalisten arbeitete er für verschiedene Westschweizer Tageszeitungen und Zeitschriften. Er ist Vater von drei Kindern aus zwei Ehen.
Unter dem Pseudonym Bernard Jean thematisiert er in seinem Roman Der Sohn des nächsten Tages die Identitätsschwankung eines Kindes, dann eines Erwachsenen, der verspätet die Existenz seines leiblichen Vaters entdeckt, den er trotz aller Familientabus immer gespürt hatte. Zusätzlich zu den autobiografischen Aspekten seiner Arbeit führte Jean-Bernard Vuillème „die seltene Dimension der Burleske in der französischen Literatur ein“,. Dies geschah insbesondere mit L’Amour en bateau, Face à dos, Pléthore ressuscité oder auch M. Karl & Cie, dessen Hauptfigur auf der Suche nach einem prestigeträchtigen Job in einem Reality-Spiel gefangen ist, das so pervers ist, dass er nicht weiß, dass er daran teilnimmt.
Neben seinen Romanen veröffentlicht Jean-Bernard Vuillème schwer klassifizierbare literarische Werke, in denen Aspekte der Ethnologie, Soziologie und Geschichte behandelt werden. Für die Zeitung Le Temps arbeitet er als Literaturkritiker.

## Werke
- Sur ses pas. Roman. Éditions Zoé, Genf 2015.
- M. Karl & Cie. Roman. Éditions Zoé, Genf 2011.
- Pléthore ressuscité. Éditions de la Nouvelle Revue Neuchâteloise, Neuchâtel 2008, Neuausgabe: L’Aire bleue, Vevey 2019.
- Une Ile au bout du doigt. Roman. Éditions Zoé, Genf 2007.
- Le Fils du lendemain, Roman, (als Bernard Jean), Éditions Zoé, Genf 2006.
  - Deutsche Übersetzung von Gabriela Zehnder: Der Sohn danach. Verlag die brotsuppe, Biel/Bienne 2010.
- Carnets des Malouines. Éditions Zoé, Genf 2005.
- Paroles d'Objets. Histoires remarquables et ordinaires autour de la collection. Éditions Institut l’Homme et le Temps, La Chaux-de-Fonds 2005.
- Face à dos. Roman. Éditions Zoé, Genf 1999.
  - Deutsche Übersetzung von Markus Hediger: Mit dem Gesicht zum Rücken. Lenos Verlag, Basel 2003.
- Meilleures pensées des Abattoirs. AACL Éditions d’Autre part, Delsberg 2002.
- Les Assis, Regard sur le monde des chaises, Éditions Zoé, Genf 1997.
- Balivernes. Proses, poèmes et dessins. in revue Trou, Moutier 1995.
- Lucie. Roman. Éditions Zoé, Genf 1995.
- Suchard, la fin des Pères. Chronik. Éditions Gilles Attinger, Hauterive 1993.
- L’Amour en bateau. Roman. Éditions Zoé, Genf 1990.
- Le Temps des derniers cercles. Chronik. Éditions Zoé, Genf 1987.
- Le Règne de Pléthore, Roman. Éditions Piantanida, Lausanne 1983.
- Pléthore. Novelle. Éditions Piantanida, Lausanne 1982.
- La Tour intérieure. Éditions du Sauvage, Lausanne 1979.

## Auszeichnungen
- 2017: Prix Renfer, für sein Gesamtwerk[3]
- 2019: Prix de l’Institut neuchâtelois, für sein Gesamtwerk[4][5]
- 2012: Prix Bibliomedia, für M. Karl & Cie[6]
- 2009: Prix Michel Dentan, für Pléthore ressuscité
- 2006: Prix Adam der Académie romande, für Sur ses pas[7]
- 1995: Schillerpreis, für Lucie und das Gesamtwerk
- 1990: Prix Bachelin de littérature